# Полтавська духовна семінарія
Полтавська духовна семінарія — православний навчальний заклад у Переяславі, згодом переведений до Полтави.

## Історична довідка

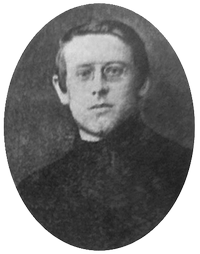
С. Петлюра після навчання в семінарії. 1902

Полтавська духовна семінарія заснована 1738 єпископом Переяславським Київської митрополії Арсенієм з осідком у полковому центрі Переяславі — як Переяславський колегіум (після ліквідації Гетьманщини 1782 — семінарія).
1803 перейменована на Полтавську духовну семінарію. 1862 переведена з Переяслава до Полтави.
Погромлена і закрита російським більшовицьким урядом у 1918 р.
Короткочасно відновила діяльність у 1942—1943 роках за часів Райхскомісаріату Україна (Полтавський гебіт).
Розташована на вул. Колонійській (тепер вул. Сковороди № 1/3). Зараз у цьому будинку Полтавська державна аграрна академія.

### Видатні наставники та вихованці
Після закінчення Київської духовної академії один рік (9 вересня 1865 р.— 20 квітня 1866 р.) працював у семінарії учителем-наставником український письменник І. С. Нечуй-Левицький, у 1870—1874 вчителем хорового співу — Г. П. Гладкий, вчителем історії — В. О. Пархоменко, 1867—1888 рр., 1890—1902 рр. ректором — І. X. Пічета, батько історика, академіка АН СРСР В. І. Пічети.
Семінарію закінчили:
- Григорій Маркевич;
- Костянтин Кротевич.
- Ващенко Григорій Григорович
- Чаленко Іван Якович
- Щепотьєв Володимир Олександрович

Тут навчалися:
- у 1895—1901 рр. головний отаман військ УНР, голова Директорії УНР С. В. Петлюра (виключений з семінарії);
- у 1906—1911 — ліванський письменник і перекладач, популяризатор російської й української культур в арабському світі М. Нуайме (відвідав Полтаву у 1962 р.);
- у 1911—1915 — Микола Щорс (навчався у Віленському військовому училищі, яке було переведено у Полтаву [1916]);
- член Української Центральної Ради Опанас Ляхно;
- член Одеської Громади Опанас Погибко;
- мовознавець Павло Житецький.
- капелан Армії УНР о. Пятаченко Павло

## В XX—XXI столітті
В 1918 році радянська влада закрила семінарію.
В 1997 році в місті Горішні Плавні Полтавською єпархією УПЦ було відкрито дворічне єпархіальне духовне училище, ректором якого став архімандрит (наразі митрополит) Филип (Осадченко). Пізніше училище перейшло на трирічне навчання. Функціонувало богословсько-місіонерське відділення та відділення регентів-псаломщиків.
З 2002 року — Миссіонерське духовне училище Української Православної Церкви. В цей час було відкрито іконописне відділення.
З 29 березня 2007 року духовне училище перетворено в Полтавську місіонерську духовну семінарію. Відділення трансформовано в факультети: богословсько-місіонерський, регентів-псаломщиків та іконописний.